# Rick Girard
Richard „Rick“ Girard (* 1. Mai 1974 in Edmonton, Alberta) ist ein ehemaliger kanadisch-deutscher Eishockeyspieler, der zuletzt in der DEL beim ERC Ingolstadt spielte und seit 2006 die deutsche Staatsbürgerschaft besitzt.

## Karriere

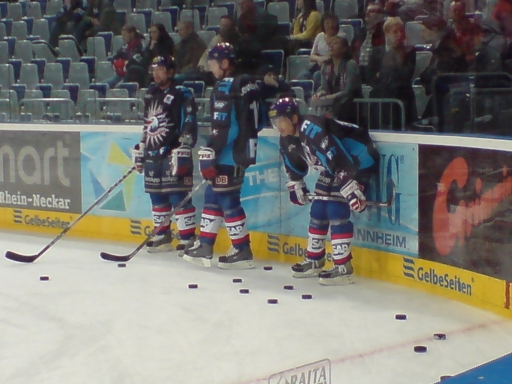
Tomáš Martinec (links), Eduard Lewandowski (Mitte), Rick Girard (rechts)

Als Junior spielte Rick Girard für die Swift Current Broncos in der WHL. Nach guten Leistungen dort, wählten ihn die Vancouver Canucks beim NHL Entry Draft 1993 in der zweiten Runde an 46. Stelle aus.
Die Profikarriere des Centers begann 1993 beim Vancouver-Farmteam Hamilton Canucks in der American Hockey League, in den kommenden Jahren spielte er für das neue AHL Farmteam, die Syracuse Crunch, ohne jedoch den Sprung in die NHL zu schaffen. Über die Cleveland Lumberjacks gelangte der Kanadier 1997 zu den Kaufbeurer Adlern in die DEL, welche er nach der Saison in Richtung Augsburger Panther verließ. Weitere DEL-Stationen des Linksschützen waren die Schwenninger Wild Wings (1999/2000), die München Barons (2000/01) sowie die Frankfurt Lions (2001 bis 2003).
Seit der Saison 2006/07 spielte Rick Girard für die Adler Mannheim, mit denen er bereits im ersten gemeinsamen Jahr die deutsche Meisterschaft und den Deutschen Eishockey-Pokal gewann. Aufgrund seines 2006 erworbenen deutschen Passes besetzt Girard keine Ausländerstelle mehr. Nach der Saison 2008/09 wurde der Vertrag des Angreifers in Mannheim nicht verlängert, er wechselte daraufhin nach Ingolstadt.
Im Juli 2012 beendete er seine Karriere.

## Erfolge und Auszeichnungen
- 1993: Brad Hornung Trophy
- 1993: CHL Sportsman of the Year
- 1993: WHL East First All-Star Team
- 1994: Goldmedaille bei der Junioren-Weltmeisterschaft
- 1994: Bester Torschütze der Junioren-Weltmeisterschaft (gemeinsam mit Martin Gendron und Petr Sýkora)
- 1994: WHL East First All-Star Team
- 2007: Deutscher Meister mit den Adler Mannheim

## Karrierestatistik
(Legende zur Spielerstatistik: Sp oder GP = absolvierte Spiele; T oder G = erzielte Tore; V oder A = erzielte Assists; Pkt oder Pts = erzielte Scorerpunkte; SM oder PIM = erhaltene Strafminuten; +/− = Plus/Minus-Bilanz; PP = erzielte Überzahltore; SH = erzielte Unterzahltore; GW = erzielte Siegtore; 1 Play-downs/Relegation; Kursiv: Statistik nicht vollständig)